# George Pocock
George Yeomans Pocock, född 23 mars 1891 i Kingston upon Thames, död 19 mars 1976 i Seattle, var en ledande designer och båtbyggare av tävlingsroddbåtar under 1900-talet. Hans båtbyggeri fick uppmärksamhet genom USA:s framgångar i Berlinolympiaden och vid OS 1948 och 1956. Hans båtar dominerade den amerikanska roddvärlden vid tiden och hans filosofi kring rodd hade stor påverkan på tränare.
1966 valdes han in i amerikanska roddförbundet Hall of fame som “Premier boat-builder.”
Pocock bidrog till att Svenska roddförbundet tog kontakt med Gus Eriksen som skulle komma att leda Sverige till den främsta olympiska framgången för svensk rodd: silver vid Olympiska sommarspelen 1956.